# MetaType1
MetaType1, також стилізований як METATYPE1, це інструмент для створення шрифтів PostScript Type 1 використовуючи MetaPost, розроблену командою Polish JNS (Bogusław Jackowski, Janusz Marian Nowacki та Piotr Strzelczyk).
Через те, що Metafont не може створювати обведені шрифти (vector-based), потрібен новий інструмент для допомоги у створенні таких шрифтів, в основному для використання у TeX, проте OpenType варіанти шрифтів можуть бути використанні у будь яких інших застосунках.Це менш потужний застосунок ніж Metafont, тому що ручки можуть використовувати лише заповненні шляхи, але це все ще дозволяє створення параметричних шрифтів.
Найважливіші шрифти створені за допомогою MetaType1: Latin Modern, Latin Modern Math, TeX Gyre, Antykwa Toruńska, Antykwa Półtawskiego, Kurier та Iwona.